# エプロン (カメラ)
エプロンとは、ライカタイプのカメラボディにおいて、レンズマウントとその周辺を指す語。エプロン部などとも呼ばれる。俗語だが、メーカー各社や修理店、カメラ店などで広く使われている。
ここでいうライカタイプとは、ロールフィルムを使う長方形のカメラボディにレンズが取り付けられるカメラのこと。フィルムフォーマットやレンズが交換できるか否か、その他の瑣末な点は問わない。